# Bili Kamni

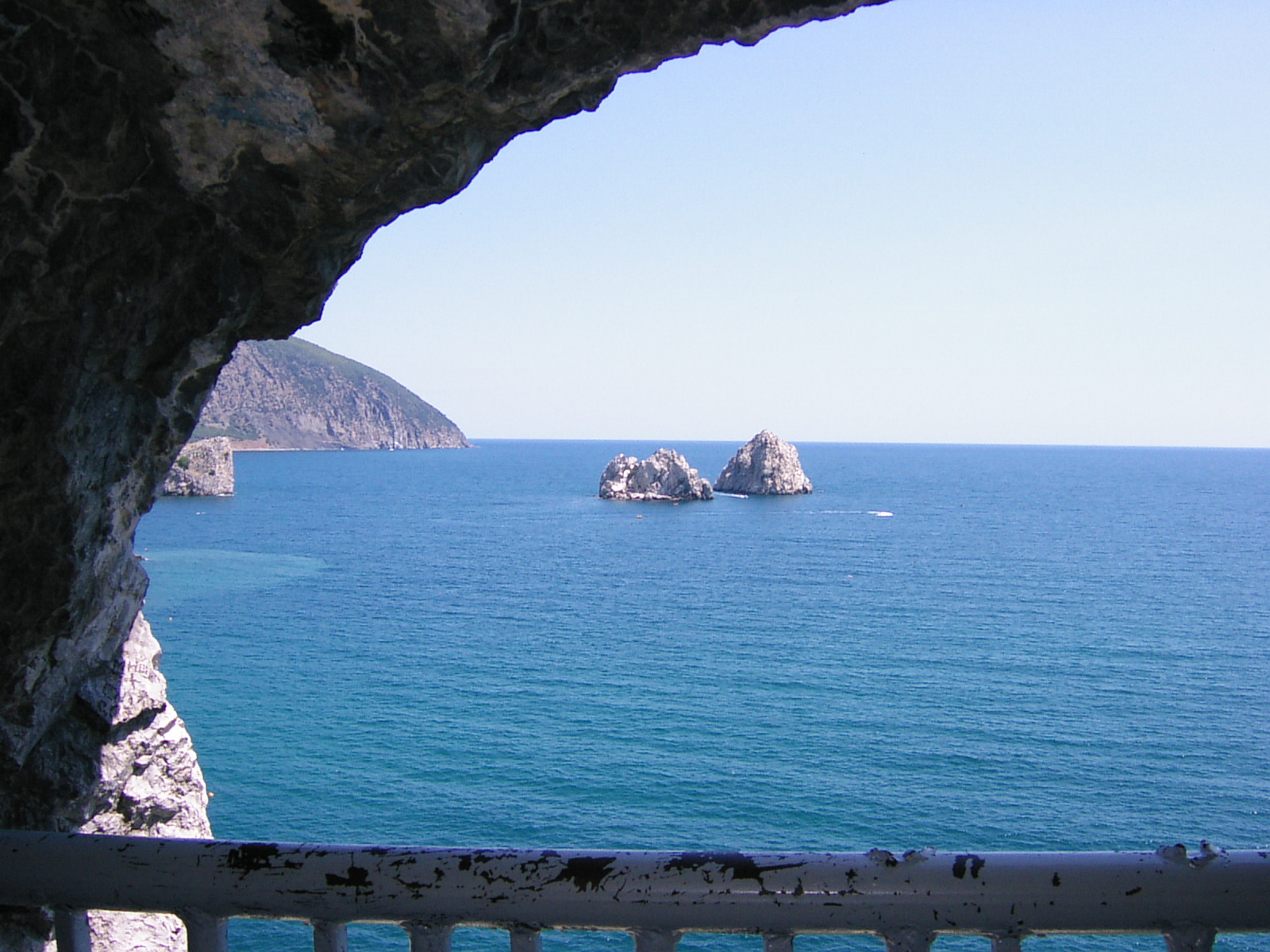
Bili Kamni widziane z Gurzufu, w głębi po lewej widoczny przylądek Ajudah

Bili Kamni (ukr. Білі Камні, ros. Белые Камни, czyli Białe Głazy; czasami nazywane również Адалар - Adałar) – dwie skały na Morzu Czarnym, u południowych wybrzeży Półwyspu Krymskiego.
Znajdują się w odległości 270 m od najbliższego brzegu, 1300 m od plaży w Gurzufie i 3 km od przylądku Ajudah. Wysokość najwyższej wynosi 44 m, wymiary: 90 na 60 m skały południowo-wschodniej i 95 na 55 m skały północno-zachodniej. Minimalna odległość między nimi wynosi 70 m.